# ヤン・ヴェルナー
ヤン・ヴェルナー（Jan Werner、1946年7月25日- ）は、ポーランドの陸上競技選手。1976年モントリオールオリンピックの銀メダリストである。

## 経歴
ヴェルナーは、1966年のヨーロッパ選手権に出場。初めての大きな国際舞台であった。この大会、200mは21.1秒で4位となったが、4×400mリレーでは、3分04秒5のポーランド新記録で、東西ドイツを押さえ金メダルを獲得した。
1968年メキシコシティーオリンピックでも400mと4×400mリレーに出場。400mは準決勝で5位に終わり決勝進出はならなかったが、4×400mリレーでは決勝に進出。アメリカ、ケニアに次いで銅メダルを西ドイツと争ったが、わずか10分の1秒の差で破れ、ポーランドは4位となり、惜しくもメダル獲得はならなかった。
1969年のヨーロッパ選手権では、ヴェルナーは400mで45秒7のタイムで1位となり、大きな国際大会の個人種目で初の金メダルを獲得した。しかし、4×400mリレーでは、メキシコ五輪と同様、3位を西ドイツと争い、3分03秒1で西ドイツと同タイムの接戦の上、メキシコのときと同じ4位に終わった。
1971年のヨーロッパ選手権では、400mで3位、4×400mリレーでも2位となり、オリンピック、ヨーロッパ選手権を通じて初めて両種目で表彰台に立った。
ヴェルナーは、1972年ミュンヘンオリンピックに2大会連続の出場を果たす。しかし、400mは準決勝敗退。4×400mリレーでも5位に終わり、前回大会の結果を下回る結果に終わった。
1976年、ヴェルナーは最後のオリンピックとなる、モントリオールオリンピックに出場を果たす。400mでは準決勝で45秒44の自己ベストを記録。2大会ぶりに決勝にこまを進めたものの、決勝は45.68秒で8位に終わった。しかし、次いで出場した4×400mリレーでは、ヴェルナーのほか、イェジー・ピェトシク、リシャルト・ポドラス、ズビクニェフ・ヤレムスキの若いチームで挑み、アメリカに次いで銀メダルを獲得。ヴェルナーにとってはじめてのオリンピックのメダルとなった。

## 主な実績
| 年   | 大会                     | 場所                         | 種目         | 結果 | 記録      |
| ---- | ------------------------ | ---------------------------- | ------------ | ---- | --------- |
| 1966 | ヨーロッパ陸上選手権     | ブダペスト(ハンガリー)       | 200m         | 4位  | 21秒1     |
| 1966 | ヨーロッパ陸上選手権     | ブダペスト(ハンガリー)       | 4×400mリレー | 1位  | 3分04秒5  |
| 1968 | オリンピック             | メキシコシティ(メキシコ)     | 4×400mリレー | 4位  | 3分00秒5  |
| 1969 | ヨーロッパ室内陸上選手権 | ベオグラード(ユーゴスラビア) | 400m         | 2位  | 47秒4     |
| 1969 | ヨーロッパ陸上選手権     | アテネ(ギリシャ)             | 400m         | 1位  | 45秒75    |
| 1971 | ヨーロッパ陸上選手権     | ヘルシンキ(フィンランド)     | 400m         | 3位  | 45秒56    |
| 1971 | ヨーロッパ陸上選手権     | ヘルシンキ(フィンランド)     | 4×400mリレー | 2位  | 3分03秒6  |
| 1972 | オリンピック             | ミュンヘン(西ドイツ)         | 4×400mリレー | 5位  | 3分01秒1  |
| 1976 | オリンピック             | モントリオール(カナダ)       | 4×400mリレー | 2位  | 3分01秒43 |